# Liste von Vornamen/U
Diese Unterseite der Liste von Vornamen enthält Vornamen, die mit dem Buchstaben U beginnen.
Männliche Vornamen sind mit dem Symbol ♂ und weibliche Vornamen mit dem Symbol ♀ markiert.

## Ua–Uh
Ubaldo ♂,
Ubba ♀,
Ubbo ♂,
Uçar ♂,
Udai ♂,
Udalrich ♂,
Uday ♂,
Udela ♀,
Udo ♂,
Ueli ♂,
Uffe ♂,
Ufuk ♂,
Ugnė ♀,
Ugo ♂,
Ugochuku ♂,
Ugochukwu ♂,
Uğur ♂,
Uğurcan ♂♀,
Uhuru ♂

## Ul
Ulf ♂,
Ulfried ♂,
Uljana ♀,
Ülker ♂♀,
Ülkü ♀,
Ulla ♀,
Ülo ♂,
Ulrich ♂,
Ulrike ♀,
Uluç ♂,
Ulusoy ♂,
Ulvi ♂,
Ulviye ♀,
Ulysses ♂

## Um–Un
Uma ♀,
Umar ♂,
Umberto ♂,
Ümit ♂,
Ümmühan ♀,
Umut ♂♀,
Úna ♀,
Ünal ♂♀,
Undine ♀,
Üner ♂,
Ünlü ♂♀,
Uno ♂,
Ünsal ♂♀,
Ünver ♂♀

## Ur
Ural ♂,
Uraz ♂,
Urban ♂,
Urbano ♂,
Urda ♀,
Uri ♂,
Uriah ♂,
Urian ♂,
Uriel ♂,
Uriella ♀,
Urmas ♂,
Uroš ♂,
Urs ♂,
Ursela ♀,
Ursina ♀,
Ursula ♀,
Urte ♀

## Us–Uz
Uschi ♀,
Uslu ♂♀,
Usta ♂,
Uta ♀,
Ute ♀,
Uthman ♂,
Utku ♂♀,
Utta ♀,
Utto ♂,
Uwe ♂,
Uygun ♂,
Uygur ♂♀,
Uysal ♂♀